# Tribune Publishing
Tribune Publishing Company (antes Tronc, Inc.) es una empresa de publicación estadounidense de medios impresos y digitales con sede en Chicago, Illinois. La cartera de la compañía incluye Chicago Tribune, New York Daily News, The Baltimore Sun, Orlando Sentinel, Sun-Sentinel, Hartford Courant, títulos adicionales en Pensilvania y Virginia, operaciones de sindicación y sitios web. También publica varios periódicos locales en sus regiones metropolitanas, que están organizados en grupos subsidiarios. Es el tercer editor de periódicos más grande del país (detrás Gannett y The McClatchy Company), con once periódicos, revistas y tabloides en todo Estados Unidos.
Incorporada en 1847 con la fundación del Chicago Tribune, Tribune Publishing funcionó como una división de la Tribune Company, un conglomerado multimedia con sede en Chicago, hasta que se derivó en una empresa pública separada en agosto de 2014.
El 20 de junio de 2016, a compañía adoptó el nombre tronc, abreviatura de «Tribune online content». Su principal accionista, con una participación del 25.5%, es el magnate estadounidense Michael W. Ferro, Jr. En 2016 The New York Timeslo describió como «uno de los magnates de medios más importantes e impredecibles del país». En 2018, Tronc anunció que vendería sus periódicos de California, incluido Los Angeles Times, San Diego Union-Tribune y otros más pequeños del California News Group a una firma de inversión encabezada por Patrick Soon-Shiong por 500 millones USD. La venta se cerró el 18 de junio de 2018. En octubre de 2018, la compañía volvió a llamarse Tribune Publishing.